# 이성민 (2000년)
이성민(2000년 7월 24일 ~ )은 대한민국의 축구 선수로, 포지션은 수비수이다.